# Rose Marie (1954)
Rose Marie é um filme de estadunidense de 1954, dirigido por Mervyn LeRoy e estrelado por Ann Blyth, Howard Keel e Fernando Lamas. A MGM fez dois filmes anteriores baseados na opereta Rose-Marie. O filme mudo Rose-Marie de 1928, dirigido por Lucien Hubbard, estrelado por Joan Crawford e James Murray; e o musical com o mesmo título de 1936, dirigido por W. S. Van Dyke e estrelado por Jeanette MacDonald e Nelson Eddy.

## Elenco
- Ann Blyth como Rose Marie Lemaitre
- Howard Keel como Capitão Mike Malone
- Fernando Lamas como James Severn Duval
- Bert Lahr como Barney McCorkle
- Marjorie Main como Lady Jane Dunstock
- Joan Taylor como Wanda
- Ray Collins como Inspetor Appleby
- Chief Yowlachie como Black Eagle